# Arcidiocesi di Dara

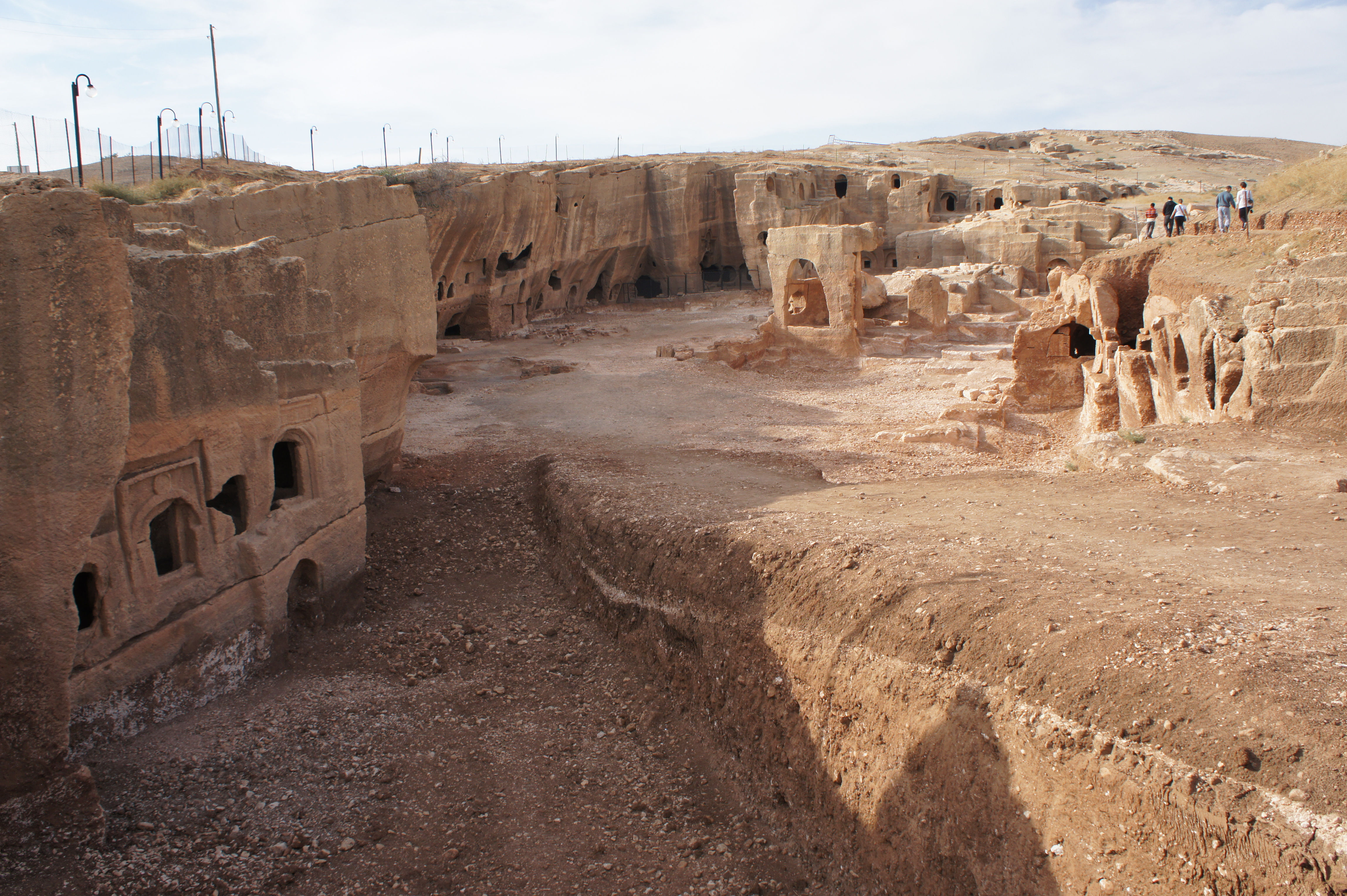
Resti di Dara.

L'arcidiocesi di Dara (in latino Archidioecesis Darensis) è una sede soppressa e sede titolare della Chiesa cattolica.

## Storia
Dara è conosciuta anche come Anastasiopoli dal nome dell'imperatore Anastasio che la fece costruire nel 506: le sue rovine si trovano nei pressi del villaggio di turco di Oğuz, nella provincia di Mardin. La città fu sede di un'antica arcidiocesi metropolitana della provincia romana della Mesopotamia nella diocesi civile d'Oriente e nel patriarcato di Antiochia.
La città fu costruita dai romani agli inizi del VI secolo ed elevata al rango di sede metropolitana con tre diocesi suffraganee: Resaina (o Teodosiopoli), Rando e Nasala. Nel X secolo Dara perse il rango di sede metropolitana a favore della sede di Resaina.
Primo vescovo fu Eutichiano, sacerdote di Amida, che prese possesso della sua nuova sede nel 506. Gli succedette Tommaso, sostenitore di Severo di Antiochia, che fu espulso dalla sua sede nel 518 per ordine per Giustino I e morì nel 540. Mamas fu deportato nel 537. Stefano assistette al concilio di Costantinopoli del 553.
Dal VII secolo la diocesi, come molte altre nella regione, conquistata dagli Arabi, divenne sede di un arcivescovo giacobita: secondo le Cronache di Michele il Siro sono noti 17 metropoliti giacobiti dall'VIII alla fine dell'XI secolo.
Dal XVII secolo Dara è annoverata tra le sedi arcivescovili titolari della Chiesa cattolica; la sede è vacante dal 18 maggio 1991. Secondo Raymond Janin (Dict. Hist. Géogr. Eccl.), il titolo fu conferito dalla Santa Sede fino al 1925 sotto il nome di Anastasiopoli e come semplice diocesi; in quest'anno fu ristabilito come arcidiocesi con il nome Darensis.

## Cronotassi

### Arcivescovi greci
- Eutichiano † (506 - dopo il 514[4])
  - Tommaso † (? - 518 deposto) (vescovo monofisita)
- Mamas † (menzionato nel 537)
- Stefano † (menzionato nel 553)
  - Giovanni † (dopo il 567 - 573 deceduto) (vescovo monofisita)
- San Teodoro † (menzionato nel 590 circa)
- Daniele † (circa 614/615 - ?)[5]

### Vescovi titolari
- Enrico † (? deceduto)
- Giovanni Angulo Winkelmann † (28 novembre 1436 - ?)
- Valentino † (1458 - ?)
- Hubert Léonard, O.Carm. † (16 novembre 1474 - 6 luglio 1489 nominato vescovo di Betlemme)
- Gerolamo † (1º aprile 1479 - ?)
- Hubert Léonard, O.Carm. † (3 dicembre 1492 - ?) (per la seconda volta)
- Peter Stoll † (15 marzo 1529 - 1548 deceduto)
- Oswald Arnsperger † (13 giugno 1548 - 1569 deceduto)
- Sebastian Haidlauff † (6 giugno 1569 - 1580 deceduto)
- Bartholomaeus Schollius † (10 maggio 1581 - 1629 deceduto)
- Johan Fiernhammer † (30 gennaio 1630 - 19 febbraio 1663 deceduto)
- Antonio Vigo, O. de M. † (10 novembre 1664 - 30 luglio 1666 deceduto)
- Blasius de Aguinaga † (9 settembre 1669 - ?)
- Nicolás de Ulloa y Hurtado de Mendoza, O.S.A. † (8 febbraio 1677 - 27 novembre 1679 confermato vescovo di Córdoba)
- Francisco Zapata Vera y Morales † (11 marzo 1680 - 23 aprile 1703 nominato vescovo di Zamora)
- Franz Engelbert Barbo von Waxenstein † (4 giugno 1703 - 25 dicembre 1706 deceduto)
- Alfonso Archi † (16 novembre 1925 - 4 marzo 1927 nominato arcivescovo, titolo personale, di Cesena)
- Joseph-Marie Le Gouaze † (29 settembre 1927 - 5 dicembre 1930 succeduto arcivescovo di Port-au-Prince)
- Luigi Fantozzi † (1º gennaio 1931 - 14 gennaio 1932 deceduto)
- Torquato Dini † (12 novembre 1933 - 26 marzo 1934 deceduto)
- Antonio Riberi † (13 agosto 1934 - 26 giugno 1967 nominato cardinale presbitero di San Girolamo della Carità)
- Nicholas Thomas Elko † (22 dicembre 1967 - 18 maggio 1991 deceduto)